# Lietavská Lúčka
Lietavská Lúčka és un poble i municipi d'Eslovàquia que es troba a la regió de Žilina, al centre-nord del país.

## Història
La primera menció escrita de la vila es remunta al 1393.

## Demografia
| Godina             | 1994 | 2004   | 2014   | 2024   |
| ------------------ | ---- | ------ | ------ | ------ |
| Nombre de persones | 1791 | 1769   | 1774   | 1873   |
| Diferència         |      | −1,22% | +0,28% | +5,58% |

| Godina             | 2023 | 2024   |
| ------------------ | ---- | ------ |
| Nombre de persones | 1874 | 1873   |
| Diferència         |      | −0,05% |